# Glyphodes orbiferalis
Glyphodes orbiferalis là một loài bướm đêm trong họ Crambidae.